# فكتور ماركوف
فكتور ماركوف (بالروسية: Виктор Марков)‏ هو متسابق يخت روسي، ولد في القرن التاسع عشر، وتوفي في القرن العشرين.

## وصلات خارجية
- فكتور ماركوف على موقع اللجنة الأولمبية الدولية (الإنجليزية)
- فكتور ماركوف على موقع أوليمبيديا (الإنجليزية)